# Денисово (Юхновский район)
Денисово — деревня в Юхновском районе Калужской области России. Входит в состав сельского поселения «Деревня Погореловка».

## География
Расположена на левобережье реки Угра в 12 км от Юхнова. К юго-востоку от деревни проходит автодорога А130.

## Население
| 2002 | 2010 |
| ---- | ---- |
| 8    | ↘4   |